# Émile Baillaud
Pour les articles homonymes, voir Baillaud.
Émile Baillaud, né le 24 septembre 1874 à Laissac (Aveyron) et mort à Marseille le 8 janvier 1945, est un scientifique, voyageur et pédagogue.

## Biographie
Secrétaire général de l'Institut colonial de Marseille, il seconde Hckel dans le lancement de missions sur les matières premières agronomiques coloniales et publie de multiples ouvrages qui font autorité. En parcourant le Bulletin de l'Institut colonial de Marseille, on constate que l’ensemble des questions relatives aux corps gras est traité par une série d'articles (beaucoup d'entre eux dus à É. Heckel et F. Schlagdenhauffen). Ses nombreux contacts avec les spécialistes d’agronomie coloniale, français et européens, permettaient à Baillaud de suivre de près les progrès de la recherche scientifique. Ce foisonnement d’activités faisait de lui un véritable ’’homme-orchestre’’. 
Avec Frédérique Bohn et Auguste Chevalier, il s'oppose en particulier au régime concessionnaire, qu'il accuse d'être une « mise en esclavage - un néo-esclavage - des indigènes au profit des sociétés capitalistes ». À l'époque, le colonialisme en Afrique noire est en plein essor et voit la généralisation de l'emploi du travail forcé au profit de quelques-uns. Tous les produits du sol sont retirés aux indigènes et attribués aux concessionnaires qui ont le monopole de l'exploitation.
Émile Baillaud est membre de l'Académie des sciences coloniales et est l'un des fils du célèbre astronome Benjamin Baillaud.